# Studánka (okres Tachov)
Studánka (Duits: Schönbrunn) is een Tsjechische gemeente in de regio Pilsen, en maakt deel uit van het district Tachov.
Studánka telt 439 inwoners (2006).
Benešovice ·
Bezdružice ·
Bor ·
Brod nad Tichou ·
Broumov ·
Cebiv ·
Ctiboř ·
Částkov ·
Černošín ·
Dlouhý Újezd ·
Erpužice ·
Halže ·
Horní Kozolupy ·
Hošťka ·
Chodová Planá ·
Chodský Újezd ·
Kladruby ·
Kočov ·
Kokašice ·
Konstantinovy Lázně ·
Kostelec ·
Kšice ·
Lesná ·
Lestkov ·
Lom u Tachova ·
Milíře ·
Obora ·
Olbramov ·
Ošelín ·
Planá ·
Prostiboř ·
Přimda ·
Rozvadov ·
Skapce ·
Staré Sedliště ·
Staré Sedlo ·
Stráž ·
Stříbro ·
Studánka ·
Sulislav ·
Svojšín ·
Sytno ·
Tachov ·
Tisová ·
Trpísty ·
Třemešné ·
Únehle ·
Vranov ·
Zadní Chodov ·
Záchlumí ·
Zhoř